# Richard Plugge
Richard Plugge (født 7. december 1969 i Zoetermeer) er en journalist, sportsdirektør og manager fra Holland. 
I foråret 2012 blev han ansat som kommunikationschef for cykelholdet Rabobank, og syv måneder senere blev han forfremmet til holdets generel manager. Holdets nuværende navn er Team Visma-Lease a Bike.